# Friedrich Lux
Pour les articles homonymes, voir Lux.
Friedrich Lux (né à Ruhla le 24 novembre 1820 - décédé à Mayence le 9 juillet 1895) est un chef d'orchestre et un compositeur allemand. 

## Biographie

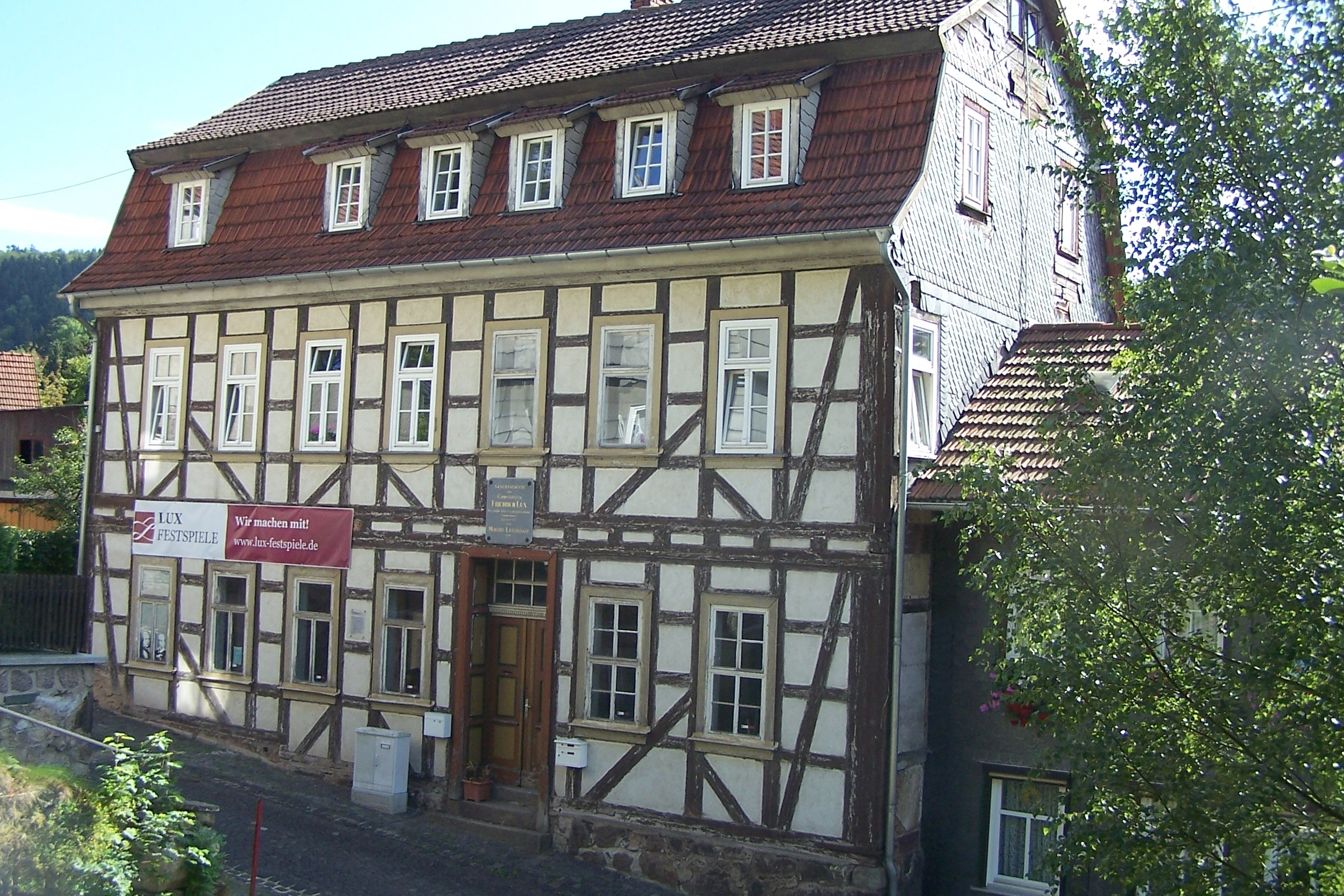
Maison natale de Friedrich Lux à Ruhla

Il a fait ses études musicales avec son père Georg Heinrich Lux (de) (1779–1861), cantor à Ruhla. Il était initialement un organiste. Lux a été un étudiant de Friedrich Schneider. Entre 1841 et 1850, il a été Directeur de l'Opéra de Dessau et de 1851 à 1877 a tenu le même poste à Mayence.

## Œuvres notables
- Das Käthchen von Heilbronn (Dessau, 23 mars 1846)
- Der Schmied von Ruhla, opéra, sur un livret de Ludwig C. Bauer (de) (Mayence 28 mars 1882)
- The Duchess of Athens, opéra-comique, sur un livret de Wilhelm Jacoby (1884).
- Die Fürstin von Athen (Francfort, 1890)
- 4 symphonies 
  - no 3, sous-titrée Die vier Menschenalter,
  - no 4, Durch Nacht zum Licht, avec chœur
- 3 quatuors à cordes
- Trio avec piano

Œuvres avec numéro d'Opus
- Opus 23 - Opéra "Robin Hood"
- Opus 29 - Concert-Fantasie über "O sanctissima " pour Orgue
- Opus 32 - Romanze aus der Oper "Casilda" von Ernest II de Saxe-Cobourg et Gotha pour Orgue
- Opus 33 - Concertstück über das Gebet aus Webers Freischütz pour Orgue
- Opus 52 - Concert-Variationen über ein Thema (The Harmonious Blacksmith) von Händel pour Orgue
- Opus 53 - Concert-Fantasie über Martin Luthers Choral "Ein feste Burg ist unser Gott" pour Orgue
- Opus 55 - Grosser religiöser Marsch zur Eröffnung von Kirchenfeierlichkeiten pour Orgue
- Opus 56 - Concert-Fuge pour Orgue
- Opus 57 - Lied ohne Worte (Canon) pour Orgue
- Opus 58 - Quatuor pour 2 violons, alto et violoncelle (ré mineur)
- Opus 59 - Hymne: "Ertöne, feiernder Gesang" für Sopransolo, Männerchor und Orgel
- Opus 60 - Andante über die Choralmelodie "Wie schön leucht't uns der Morgenstern (de)" pour Orgue et violoncelle ou cor
- Opus 61 - Concertstück pour Orgue, 2 cors et 3 trombones
- Opus 63 - Geistliches Lied ohne Worte pour Orgue
- Opus 64 - Fantasie pastorale (Concertstück) pour Orgue
- Opus 72 - Missa brevis et solemnis, pour Soli et Chœur avec accompagnement d'orchestre et Orgue (Harmonium)
- Opus 72a - Benedictus aus Missa brevis et solemnis für Sopransolo und achtstimmigen Frauenchor mit Begleitung von Orgel oder Harmonium
- Opus 75 - Fantasie sur « Brüder, reicht die Hand zum Bunde » de Mozart